# J. Michael Straczynski
Joseph Michael Straczynski ([strəˈzɪn.ski]IPA; * 17. července 1954 Paterson, New Jersey) je americký spisovatel a producent televizních seriálů. Píše romány, povídky, knihy komiksů a rádiová dramata. Je také divadelní dramatik, žurnalista a autor oblíbené knihy o psaní scénářů. Je autorem, vedoucím producentem a hlavním scenáristou vědeckofantastických televizních seriálů Babylon 5 (1994–1998) Křížová výprava (1999), Jeremiah (2002–2004) a Sense8 (2015). Straczynski napsal většinu epizod Babylonu 5, za zmínku stojí nepřerušená řada 59 epizod, obsahující všechny díly 3. a 4. sezóny. Již od roku 1985 se účastní také mnoha internetových komunikačních sítí jako např. Usenet a internetových fór (např. GEnie, CompuServe a America Online), kde reaguje na dotazy fanoušků. Jedná se o přítele a spolupracovníka spisovatele z oblasti spekulativního žánru Harlana Ellisona, žáka a přítele Normana Corwina a upřímného obdivovatele díla Roda Serlinga.
Vystudoval Státní univerzitu v San Diegu, kde získal titul bakalář v psychologii a sociologii (dále zde studoval filozofii a literaturu). V době studia na SDSU napsal mnoho článků pro studentské noviny, které pak byly vtipně nazývané (kvůli počtu jeho článků) „Daily Joe“ (česky „Pepův deník“). Při psaní také spolupracoval se svou bývalou ženou Kathryn M. Drennanovou.
Jím užívané profesionální jméno je J. Michael Straczynski, ačkoli neformálně bývá oslovován „Joe“. V tisku a částečně také na Usenetu sám sebe často podepisuje pouze iniciálami JMS.
Fanoušky je také často označován jako „Great Maker“ (Velký tvůrce).
Jako autor komiksů napsal mimo jiné Worldsinger (1991), sešit vydaný DC Comics, příběh posádky z původního seriálu Star Trek.